# Rugby à XIII en Angleterre
Le rugby à XIII est un sport populaire en Angleterre, notamment dans les comtés du Yorkshire et du Lancaster, où cette discipline nait en 1895, à la suite d'un schisme avec la fédération anglaise de rugby à XV, dite Rugby Football Union. Le rugby à XIII est classé parmi les 10 sports prioritaires d'Angleterre, selon l'organisme gouvernemental Sport England.
La Super League est la compétition regroupant l'élite des clubs de ce sport sur le plan national. Né en 1998 de la réorganisation des compétitions anglaises, elle a longtemps fonctionné sur un système de franchises dans un championnat fermé (c'est-à-dire sans relégation) avant de changer de formule en 2015 où ce championnat est secondé par la Championship et la League 1. Ces trois championnats constituant l'élite ont également incorporé des clubs gallois, français et canadiens.